# 特朗克维尔-格罗
特朗克维尔-格罗（法語：Tranqueville-Graux，法語發音：[tʁɑ̃kvil ɡʁo] ⓘ）是法国大东部大区孚日省的一个市镇，属于讷沙托区。该市镇于1882年由原市镇特朗克维尔（Tranqueville）和格罗（Graux）合并而成。

## 地理
特朗克维尔-格罗（48°26'12"N, 5°50'55"E）面积14.94 平方千米，位于法国大東部大區孚日省，该省份为法国东北部内陆省份，北起默兹省和默尔特-摩泽尔省，西接上马恩省，南至上索恩省和贝尔福地区省，东临上莱茵省和下莱茵省。
与特朗克维尔-格罗接壤的市镇（或旧市镇、城区）包括：热蒙维尔、阿蒂涅维尔、欧蒂尼拉图尔、阿尔谢尚、阿尔蒙维尔、马蒂尼莱热邦沃、皮讷罗。

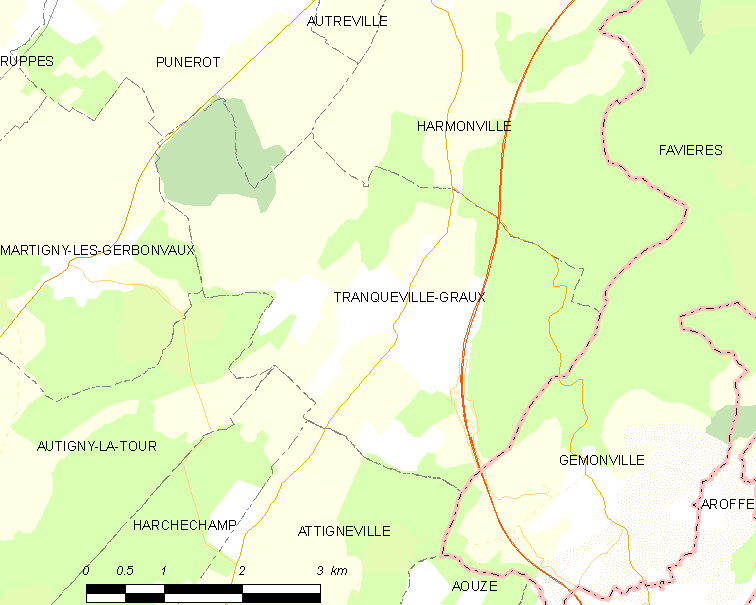
特朗克维尔-格罗的OSM定位图

特朗克维尔-格罗的时区为UTC+01:00、UTC+02:00（夏令时）。

## 行政
特朗克维尔-格罗的邮政编码为88300，INSEE市镇编码为88478。

## 政治
特朗克维尔-格罗所属的省级选区为讷沙托县。

## 人口

1962-2008年间特朗克维尔-格罗人口变化图示

特朗克维尔-格罗于2022年1月1日时的人口数量为89人。